# Heligmonevra tsacasi
Heligmonevra tsacasi là một loài ruồi trong họ Asilidae. Heligmonevra tsacasi được Joseph & Parui miêu tả năm 1986. Loài này phân bố ở miền Ấn Độ - Mã Lai.